# Wyspy Świętego Pawła (Malta)
Wyspy Świętego Pawła (ang. St. Paul's Islands, Selmunett Islands, malt. Il-Gżejjer ta’ San Pawl) – dwie niewielkie, niezamieszkane wyspy: Selmunett i Quartz Island – należące do Malty, na Morzu Śródziemnym, leżące około 80 metrów od wybrzeża miejscowości Mellieha.  Większa wyspa na zachodzie jest znana jako Wyspa Świętego Pawła, podczas gdy mniejsza na wschodzie jest znana jako Wyspa Kwarcowa.
Ich nazwa nawiązuje do faktu, że w pobliżu rozbił się statek przewożący św. Pawła do Rzymu. Na większej z nich stoi posąg autorstwa Sigismondo i Salvatore Dimechów, przedstawiający podobiznę św. Pawła. Odsłonięto go 21 września 1845.
Wyspy w czasie ciszy łączą się wąskim przesmykiem w jedną wyspę, nazywaną St. Paul Island ("Wyspą Świętego Pawła"). Oddzielone są od siebie tylko wówczas, gdy morze jest wzburzone.
W 1990 roku aby upamiętnić wizytę papieża Jana Pawła II na Malcie w pobliżu wyspy umieszczono pod wodą figurę przedstawiającą Chrystusa, zwaną Kristu tal-Baħħara. Dziesięć lat później figura została przeniesiona w pobliże Qawra Point.
Wyspy Świętego Pawła są na liście ochronnej dziedzictwa przyrodniczego Wysp Maltańskich. W wykazie maltańskiego urzędu środowiska i planowania Malta Environment and Planning Authority (MEPA), posiadają status rezerwatu przyrody od 1993 roku na podstawie aktu prawnego EPA - LN 025/93. Wyspy funkcjonują również jako obszar o znaczeniu ekologicznym (ang. Area of Ecological Importance) na podstawie aktu prawnego DPA - GN 827/02, specjalny obszar ochrony siedlisk o znaczeniu międzynarodowym (ang. Special Areas of Conservation - International Importance) oraz jako azyl dla ptaków (ang. bird sanctuary). Mają również status specjalnego obszaru ochronnego w ramach programu Natura 2000.